# Арсений Велики
Арсений Велики е древноримски християнски духовник.
Роден е в Рим през 354 година в християнско семейство. Става свещеник в Рим и през следващите години става известен със своята образованост. Към 383 година отива в Константинопол като учител на император Теодосий I, бъдещите източен и западен император Аркадий и Хонорий. През 394 година напуска императорския двор и отива в Египет, където става послушник при известния монах Йоан Колов в Скитската пустиня. По-късно става една от най-известните фигури на египетското монашеско движение, почитан за своя аскетизъм и богословски трудове.
Арсений Велики умира около 449 година край Мемфис. Почитан е като светец, като Православната църква отбелязва паметта му на 8 май.